# Timonius villosus
Timonius villosus är en måreväxtart som beskrevs av Theodoric Valeton. Timonius villosus ingår i släktet Timonius och familjen måreväxter. Inga underarter finns listade i Catalogue of Life.